# Ideal maximal

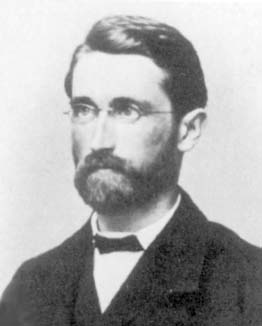
Fotografia de Julius Wilhelm Richard Dedekind (1870), autor del concepte.

Un ideal maximal és un concepte matemàtic provinent de la teoria d'anells que és usat en diversos camps de l'àlgebra. Com el mateix nom indica, es tracta d'un ideal que és maximal (respecte de la inclusió) d'entre tots els ideals propis d'un anell.
En altres paraules, si I és un ideal maximal de l'anell A, aleshores tindrem que tot ideal J que contingui I dins seu haurà de ser igual a I o bé haurà de ser J = A. Per tant, estem dient que no hi haurà cap ideal J propi que faci I ⊊ J ⊊ A i sigui «més gran» que I.
En el cas d'anells commutatius (i amb unitat, és a dir, element neutre pel producte), podem formular una altra definició equivalent que és similar a la dels ideals primers: Un ideal I de l'anell A és maximal si i només si l'anell quocient A / I és un cos.

## Propietats
- En un anell commutatiu, tot ideal maximal és també ideal primer. Si és un anell principal aleshores també podem dir que tot ideal primer és maximal.
- Un anell local és aquell que només té un ideal maximal.
- Pel teorema de Krull tot anell commutatiu (amb identitat multiplicativa) conté un ideal maximal.